# Sebastian Krelj
Sebastian Krelj także pisane Sebastjan, Sebastijan, lub Boštjan Krelj (ur. 1538 w Vipavie, zm. 1567) – słoweński protestancki reformator, pisarz, teolog, językoznawca oraz kaznodzieja, uważany za jednego z najbardziej wykształcongo słoweńskiego protestanta XVI wieku.